# Jacques Debs
 (mars 2019).
Si vous disposez d'ouvrages ou d'articles de référence ou si vous connaissez des sites web de qualité traitant du thème abordé ici, merci de compléter l'article en donnant les références utiles à sa vérifiabilité et en les liant à la section « Notes et références ».
Jacques Debs est un réalisateur et scénariste français.

## Biographie
En 1999, Jacques Debs écrit et réalise L’Orient à Petits Feux (52’), diffusé sur Arte, un voyage gastronomico-politique à travers quatre pays en guerre, le Liban, la Syrie, Israël et la Palestine. Il raconte les crises infinies de sa région natale à travers des portraits de personnes travaillant dans la restauration. Le film est sélectionné au Festival du Cinéma Asiatique à Vesoul.[source insuffisante]
De 2016 à 2018 il coécrit et coréalise avec Marie Arnaud une série de 5 x 52’ diffusée sur Arte, Les Monastères d’Europe, les Témoins de l’Invisible. Ces cinq films racontent l’aventure spirituelle, artistique, humaine des moniales et des moines dans toute l’Europe; de l’Irlande à la Russie, de la Grèce à la Pologne[style à revoir].

## Filmographie

### Réalisateur

#### Cinéma
- 2008 : Bouzkachi, le chant des steppes

#### Télévision
- 1994 Adieu Bakou
- 1996 La vie tout court
- 1997 Les mystères d'Asie centrale
- 1999 L'orient à petit feu
- 2003 Bartholomeos 1er, patriarche
- 2006 Musulmans d'Europe, Chrétiens d'orient, miroirs brisés
- 2010 Walking on sound, aurores boréales
- 2014 Mes éthiopiques, à la recherche de chrétiens d'orient
- 2015 La Corée du sud, le pays aux multiples miracles
- 2016 L'amour tout court
- 2018 Les monastères d'Europe, les Témoins de l'invisible

## Publications
- 1990 : Un Sourire dans le Brouillard, éditions Méridiens-Klincksciek  (ISBN 978-2-8656-3253-4)
- 2006 : Musulmans d’Europe, Chrétiens d’Orient, Édition de l’Éclat & Arte Éditions  (ISBN 978-2-8416-2127-9)
- 2010 : Mille Merveilles de la Sagesse Musulmane, Éditions de l’Œuvre, 363 p.  (ISBN 978-2-3563-1068-2)
- 2013 : A la Rencontre des Églises Premières, Albin Michel Spiritualités, 224 p.  (ISBN 978-2-2262-4961-6)
- 2018 : Monastères d’Europe, les témoins de l’invisible, Paris, Éditions du Zodiaque, 256 p.  (ISBN 978-2-7369-0316-9) co-écrit avec Marie Arnaud.